# Brasão de Salvador
O brasão de Salvador é um símbolo municipal da cidade de Salvador, capital do estado da Bahia. Com base em documento de 1.º de outubro de 1788 encontrado em arquivo da Prefeitura Municipal de Salvador, o brasão tem seu desenho formado ao centro por uma pomba com ramo de três folhas no bico, por uma coroa mural composta de cinco torres na parte superior, golfinhos como suporte em cada lado e um lema em listel na parte inferior.
A ave desenhada remete ao encontro de uma terra por navegadores portugueses da colonização. Trata-se de analogia à passagem da Bíblia na qual Noé soltou uma pomba para encontrar terra firme e ela voltou com um ramo de oliveira no bico. A coroa mural e os dois golfinhos representam, respectivamente, o caráter de cidade capital e de cidade costeira portuária. Por fim, a inscrição em latim “Sic illa ad arcam reversa est” significa “Assim ela (a pomba) retornou à arca”.

## História
Em 1549, foi concedido o primeiro brasão pela colonização portuguesa no país. Mais precisamente, foi outorgado por Dom João III à "cidade da Bahia" junto à sua fundação. Foi descrita como um campo verde com uma pomba branca cujo bico carrega um ramo de oliveira e o lema "Sic illa ad arcam reversa est" em letras douradas sobre listel branco. Noutra descrição, atribuída a Francisco Adolfo de Varnhagen, Visconde de Porto Seguro, referiu-se ao campo como azul. A partir disso, Clóvis Ribeiro, em Brazões e bandeiras do Brasil, de 1933, afirmou que a pomba era símbolo clássico da Bahia. Contudo, essa ave ficou restrita ao brasão e bandeira de Salvador, não aparecendo mais nos símbolos estaduais baianos.
Desde 2009, o brasão também é utilizado como identidade visual única da Câmara Municipal de Salvador — anteriormente à aprovação do projeto de resolução n.º 34 de 2009, cada presidente da casa legislativa municipal, de mandatos bianuais, elegia uma marca diferente para sua gestão. Trata-se de movimento inverso e recuperação da tradição histórica, dado que o selo das Câmaras Municipais é que geralmente definem as armas municipais.